# 490 Veritas
(490) Veritas è un asteroide della fascia principale del diametro medio di circa 115,55 km. Scoperto nel 1902, presenta un'orbita caratterizzata da un semiasse maggiore pari a 3,1681157 UA e da un'eccentricità di 0,0989928, inclinata di 9,26585° rispetto all'eclittica.
Il suo nome è dedicato alla dea romana Veritas, personificazione della verità, figlia di Saturno e madre di Virtus.

## Famiglia Veritas
Si ritiene che l'asteroide (490) Veritas possa essere stato coinvolto in una delle più massicce collisioni fra asteroidi avvenuta negli ultimi 100 milioni di anni avvenute nella fascia principale.
Gli asteroidi (490) Veritas e 92 Undina, con un diametro rispettivamente di 115 e 125 km, sono gli oggetti più grandi di una famiglia di asteroidi composta da più di 300 membri, detta famiglia Veritas.
David Nesvorný del Southwest Research Institute di Boulder, Colorado, USA, ha tracciato le orbite di questi corpi indietro nel tempo, ed ha ipotizzato e modellato un caso di collisione di un corpo di almeno 150 km di diametro con un asteroide più piccolo, che dovrebbe essere avvenuto circa 8 milioni di anni fa, nell'epoca del tardo Miocene. Veritas e Undina sarebbero stati i più grandi fra i frammenti di questa ipotetica collisione.
Nesvorný, Kenneth Farley et al. hanno ricavato questa stima sulla base delle prove trovate nei sedimenti del fondo marino, risalenti a quell'epoca, che evidenziano un considerevole incremento di ben quattro volte rispetto alla quantità di polvere cosmica che normalmente raggiungeva la superficie terrestre in quell'epoca, iniziata 8,2 milioni di anni fa e diminuita gradualmente nel corso degli anni successivi. Questa è una delle maggiori deposizioni di polvere cosmica avvenuta negli ultimi 100 milioni di anni.
La sospetta collisione che avrebbe originato la famiglia di Veritas sarebbe avvenuta abbastanza lontana da Giove, così che alcuni frammenti risultanti (perlopiù costituiti da una grande quantità di polvere asteroidale) avrebbero potuto raggiungere la Terra stessa. Successivamente, l'Effetto Poynting-Robertson, dovuto alla pressione di radiazione relativa alla radiazione solare stessa, avrebbe spinto parte della polvere risultante verso l'interno per l'orbita della Terra, in un arco di tempo compatibile con la quantità di polveri rilevate nei sedimenti oceanici.